# Осиновец (Новгородская область)
Осиновец — деревня в Боровичском муниципальном районе Новгородской области, входит в Кончанско-Суворовское сельское поселение.
Деревня расположена на севере района, на Валдайской возвышенности, на реке Хадрице, текущей между двумя озёрами (Шерегодра и Люто), расположенными неподалёку. Осиновец находится в шести километрах к юго-западу от административного центра сельского поселения — села Кончанское-Суворовское.

## История
Ранее на месте деревни существовал монастырь, известный своей чудотворно-явленной иконой Святого Николая чудотворца, которую по легенде насельники этого монастыря обрели чудесным образом в реке Кадрице (Хадрице). В XVIII веке монастырь был упразднён.
В Новгородской губернии Осиновец относился к Кончанской волости Боровичского уезда.
В 1795 году на месте монастырского храма был выстроен новый каменный храм во имя Святого Николая со старинной чудотворно-явленной иконой. В 1930 году священников и диакона церкви арестовали и в 1931 году расстреляли, их преемников расстреляли в 1937 году, а храм закрыли. В здании храма разместили поначалу льнозавод, а затем зерносушилку. Также в Осиновце была Преображенская часовня, но она была разобрана на камень для строительства дороги.

## Экономика
- Крестьянское хозяйство Попюк Дмитрия Васильевича (разведение крупного рогатого скота, выращивание картофеля, столовых корнеплодных и клубнеплодных культур);
- Крестьянское хозяйство Андреева Николая Сергеевича;

## Транспорт
Деревня расположена на автомобильной дороге в деревню Сестрёнки, проходящую от автодороги из Боровичей в Хвойную, через Кончанское-Суворовское. В Осиновце есть мост через Хадрицу.